# Хайнрих фон Насау-Диленбург (1641-1701)
Хайнрих фон Насау-Диленбург (на немски: Heinrich von Nassau-Dillenburg; * 28 август 1641, Диленбург; † 18 април 1701, дворец Лудвигсбрун) е княз на Насау-Диленбург от 1662 г. до смъртта си.

## Произход
Той е син на наследствен принц Георг Лудвиг фон Насау-Диленбург (1618 – 1656) и съпругата му Анна Августа фон Брауншвайг-Волфенбютел (1612 – 1673), дъщеря на херцог Хайнрих Юлий фон Брауншвайг-Волфенбютел.
Хайнрих наследява през 1662 г. дядо си Лудвиг Хайнрих фон Насау-Диленбург (1594 – 1662) като княз на Насау-Диленбург.

## Фамилия
Хайнрих се жени през 1663 г. за принцеса Доротея Елизабет от Силезия-Лигница (17 декември 1646; † 9 юни 1691, Диленбург), дъщеря на херцог Георг III фон Бриг (1611 – 1664) и принцеса София Катарина фон Мюнстерберг-Оелс (1601 – 1659). Те имат децата:
- Георг Лудвиг (1667 – 1681)
- Вилхелм (1670 – 1724), женен 1699 г. за Йохана Доротея фон Холщайн-Пльон (1676 – 1727), дъщеря на херцог Август фон Шлезвиг-Холщайн-Норбург-Пльон
- Карл (1672 – 1672)
- Адолф (1673 – 1690, убит в битката при Фльорюс)
- Фридрих Хайнрих (1678 – 1681)
- Лудвиг Хайнрих (1681 – 1710)
- Йохан Георг (1683 – 1690)
- Христиан (1688 – 1739), женен 1725 г. за Изабела фон Насау-Диц (1692 – 1757), дъщеря на княз Хайнрих Казимир II фон Насау-Диц
- Хайнрих (1689)
- София Августа (1666 – 1733), омъжена 1695 г. за княз Вилхелм фон Анхалт-Харцгероде (1643 – 1709)
- Албертина (1668 – 1719), монахиня в Херфорд
- Фридерика Амалия (1674 – 1724)
- Елизабет Доротея (1676 – 1676)
- Вилхелмина Хенриета (1677 – 1727)
- Шарлота Амалия (1680 – 1738), омъжена 1706 г. за княз Вилхелм Хайнрих фон Насау-Узинген (1684 – 1718)
- Елизабет Доротея (1685 – 1686)